# Marco Borriello
Pour les articles homonymes, voir Borriello.
Marco Borriello (né le 18 juin 1982 à Naples) est un footballeur international italien, qui évolue au poste d'attaquant.

## Biographie

### Carrière en club
Cet attaquant évolue tout d'abord en Série C2, C1 puis B respectivement à Treviso et Triestina de 2000 à 2002.
Il débute en Série A à Empoli avant de partir pour l'AC Milan pour la saison 2002/2003. La concurrence étant féroce pour un aussi jeune joueur (seulement 20 ans à l'époque), il quitte le club lors de la saison 2004/2005 pour la Reggina. Il quitte de nouveau le club l'année suivante pour revenir au Treviso mais en série À cette fois-ci. Il ne reste que 6 mois dans ce club avant de partir au mercato d'hiver à la Sampdoria de Gênes pour la fin de la saison 2006.
A l'AC Milan, il occupe une place de remplaçant, barré par des joueurs comme Filippo Inzaghi, Alberto Gilardino ou Andriy Shevchenko.
Lors de la saison 2007-2008, il joue au club de Genoa fraîchement remonté en Serie Aou il est placé en copropriété. C'est le declic a Gênes il a marqué 19 buts ce qui le place en 3e position au classement des buteurs du championnat d'Italie.
Il retourne finalement à l'AC Milan lors de la saison 2008-2009 mais ne joue qu'à 7 reprises pour 1 but. Ce faible temps de jeu est notamment dû aux blessures persistantes qui le tiennent éloigné des terrains durant des mois.
Pour la saison 2009-2010, il reprend son numéro 22 fétiche laissé libre par Kaká parti pour le Real Madrid, et enchaîne de bonnes prestations. Son nouvel entraîneur, Leonardo, lui donne le poste de titulaire devant Klaas-Jan Huntelaar et Filippo Inzaghi. Le Napolitain d'origine trouve alors le chemin des filets 14 fois en championnat et 1 fois en Ligue des champions. C'est la saison la plus aboutie de Marco Borriello sous le maillot Rossonerro.
Le 31 août 2010, il est prêté à l'AS Rome pour un an avec obligation d'achat.
Le 22 juin 2011, Marco Borriello, surnommé El Niño, Kiss Kiss Bang Bang, ou encore Jack Sparrow, est définitivement un joueur de l'AS Roma, le club romain ayant levé l'option d'achat obligatoire de dix millions d'euros.
Le 31 décembre 2011, Borriello est prêté au club de la Juventus (prêt de 500 000 €), avec une option d'achat de 8 millions €.
Fin août 2012, il est prêté au Genoa CFC.
En janvier 2014, il est prêté pour la fin de saison au club anglais de West Ham. Durant son passage en Angleterre, il ne se verra offrir que 90 minutes de temps de jeu sous le maillot des Hammers. De retour à Rome, il n'entre pas dans les plans de Rudi Garcia et fait part de son envie de rejoindre la Major League Soccer.
Le 2 février 2015, il effectue son retour au Genoa en s'engageant pour 6 mois plus une année en option.
En août 2017, Marco Borriello s'engage pour deux saisons en faveur de SPAL Ferrara.

### Carrière en sélection
Le sélectionneur italien, Roberto Donadoni le convoque dans sa liste des 23 joueurs pour disputer l'Euro 2008. Il ne jouera pourtant que le match amical face à l'Espagne quelques jours avant l'euro. Il ne rentrera pas une seule fois lors de l'Euro 2008 où l'Italie est éliminée par l'Espagne en quart de finale.

### Dopage
En 2007, il est contrôlé positif à la cortisone. Fiancé au mannequin argentin Belen Rodriguez, il se justifie par un rapport sexuel avec sa compagne. Celle-ci aurait été victime d'une infection vaginale et aurait utilisé, pour se soigner, une crème à usage intime qui aurait contenu de la cortisone. Il a été suspendu six mois.

### Palmarès
- Milan AC
  - Vainqueur de la Supercoupe d'Europe : 2003
  - Vainqueur de la Serie A : 2004, 2011
- Juventus de Turin
  - Vainqueur de la Serie A : 2012
  - Finaliste de la Coupe d'Italie : 2012